# Pentapleura
Pentapleura là một chi thực vật có hoa trong họ Hoa môi (Lamiaceae).

## Loài
Chi Pentapleura gồm các loài: